# Breže (Koroška)
Breže (nemško Friesach) so občina s 4893 prebivalci v severovzhodnem delu Koroške v Avstriji. To je najstarejše mesto na Koroškem in s svojimi še vedno dobro ohranjenimi srednjeveškimi zgradbami, kot so mestno obzidje in obrambni jarek, dobro znano.

## Geografija
Naselje Breže je na nadmorski višini 634 m, 45 km severno od Celovca, ob cesti Celovec–Judenburg. Leži na izhodu Motniške doline (nemško Metnitztals) na Breškem polju (nemško Friesacher Feld), malo pred sotočjem Motnice s potokom Olše, ob vznožju Petrove gore (Petersberg) in Virgiliena, ki sta del Krških Alp.

## Upravna razdelitev
Občina Breže je razdeljena na tri katastrske občine: Breže, St. Salvator in Selče (Zeltschach) s 43 naselji (v oklepajih je število prebivalcev 1. januarja 2022)):
| - Dobritsch (13) - Vesca (Dörfl) (13) - Engelsdorf (377) - Breže (Friesach) (1933) - Gaisberg (77) - Knežja vas (Grafendorf) (246) - Guldendorf (4) - Gundrska vas (Gundersdorf) (5) - Gunzenberg (8) - Gwerz (51) - Harold (19) | - Hartmannsdorf (11) - Psinja ves (Hundsdorf) (5) - Ingolsthal (90) vključno Roßbach - Judendorf (66) - Kräuping (14) - Leimersberg (12) - Mayerhofen (8) - Moserwinkl (22) - Oberdorf I (24) - Oberdorf II (13) - Olša (Olsa) (465) | - Pabenberg (45) - Reisenberg (25) - Roßbach (50) - Sankt Johann (124) - St. Salvator (Sankt Salvator) (528) - Sankt Stefan (81) - Sattelbogen (912) - Schratzbach (31) - Schwall (48) - Silbermann (19) - Staudachhof (38) | - Stegsdorf (16) - Timrian (13) - Wagendorf (6) - Wels (5) - Wiegen (9) - Wiesen (11) - Selče (Zeltschach) (187) - Selška gora (Zeltschachberg) (19) - Senice (Zienitzen) (134) - Zmuck (17) |

## Prebivalstvo
Občina Breže je imela ob popisu prebivalstva leta 2001 5462 prebivalcev, 96,2 % je avstrijskih državljanov. 89,8 % prebivalstva je rimskokatoliške vere, 2,6 % protestantov in 1,5 % muslimanov, 4,8 % prebivalcev ni vernih.

## Zgodovinska ali živa inačica imena
V zgodovinskih uradnih dvojezičnih krajevnih imenikih za časa habsburške monarhije, zlasti titsih iz let 1849, 1854 in 1860, ki beležijo dvojezična krajevna imena za celo kronovino Koroško - in so zanimiva s stališča pravne zgodovine - najdemo slovenski inačiči za nemško krajevno ime Friesach pod obliko Breze.      V današnji rabi slovenščine na Koroškem je avtentično in v vsakdanjem jeziku uporabljeno ime Breže, kot je to tudi zapisal Pavel Zdovc  v svojem standardnem delu o slovenskih krajevnih imenih na Koroškem.
Poleg Brež štejemo med žive slovenske toponime v današnji slovenščini na avstrijskem  (severnem) Koroškem še Stari Dvor, Krka in Šentpavel v Labotski dolini ter nekatera druga pokrajinska imena ali značilne toponime kot Lurnsko_polje, Ostrovica (grad), Osoje, Lesna dolina Grobniško polje, Sovodnje idr. Podobno velja za Gospo Sveto in Gosposvetsko polje. Včasih jih bomo uporabljali zaradi boljše razumljivosti dvojezično in dodali še nemško inačico. 
Določena imena, ki imajo znatno slovensko etimologijo in fotetiko, bomo prav tako »poslovenili«, čeprav niso znotraj uradnega dvojezičnega ozemlja Koroške. Slovensko obliko bomo dokaj dosledno uporabljali vsa tista slovenska krajevna imena krajev, kjer se je - v kolektivni zavesti in v zgodovinski perspektivi - govorilo (tudi) slovensko pred kratkem časom (ali ki so zajeta v imeniku Pavla Zdovca.
To praviloma ne velja za manjše zaselke na severnem Koroškem (razen morda krajev poimenovanih po svetniku/svetnici, kjer bomo uporabljali pravilno slovensko obliko »Šent...«. To zlasti tudi ne velja tista krajevna imena, ki so po metodiki bila v celoti prenesena s krajev z enakimi imeni na Južnem Koroškem. Referenčno delo je Enciklopedija slovenske kulturne zgodovine na Koroškem.
Glede zgodovinsko uradnih dvojezičnih krajevnih imen na severnem Koroškem glej Enciklopedijo slovenske kulturne zgodovine na Koroškem in sicer geslo Ortsrepertorium, kjer so navedeni viri in literatura.

## Zgodovina
Najdbe srebra in železa v naselju La Tene iz rimskih časov na današnjem območju občine kažejo, da je bilo območje, ki zavzema današnje naselje, poseljeno že zgodaj. Skozi današnje naselje je tekla rimska cesta Via Julia Augusta: začela se je v Straßburgu in tekla do današnjega Dürnsteina (Wildbad Einöd) na Štajerskem približno po trasi B 317.
Poseljenost regije s Slovani v poznem 6. stoletju se kaže s številnimi imeni vasi in rek; tudi Friesach izvira iz slovanske besede Breže (»vas pri brezah«). Podreditvi karantanskih Slovanov do 740 sledi zasedba Bavarcev, ki so prišli celo na prelaz Neumarkter Sattel na Koroškem. V Brežah in okolici so stale številne gospodarske pristave. Leta 860 je izročil Ludvik Nemški več posestev salzburškemu nadškofu Adalvinu, tudi dvorec pred Brežami (Hof ad Friesah), kar je najstarejša pisna omemba kraja.
Nad naseljem Breže so razvaline gradu Petersberg. V bližini gradu je romarska cerkev svetega Petra, ki je bila omenjena že leta 927.
Jugovzhodno od te pristave je grof Viljem Savinjski med letoma 1016 in 1028 s privilegijem kralja Konrada II. ustanovil trg, ki pa je bil 100 let pozneje, 1124–1130, opuščen.
Naselje Breže je bilo na eni od glavnih trgovskih poti med Dunajem in Benetkami, ko je trgovina v srednjem veku hitro rasla, in so postale pomembno trgovsko središče. Kraj je bil veliko skladišče za italijanski promet. Tako je trg leta 1215 dobil status mesta. Vrhunec so Breže dosegle pod nadškofom Eberhardom II. (1200–1246) in postale drugo največje mesto v salzburški nadškofiji in najpomembnejše mesto na Koroškem. Nadškof je leta 1130 koval friesacher pfennig, denar, ki je ostal dve stoletji medregionalno plačilno sredstvo vse do vzhodne Madžarske. Srebro, ki se je uporabljalo za kovance, je bilo delno najdeno v bližnjem kraju  Selče tudi Seliče/Selišče, nemško Zeltschach.
Mesto je bilo po vsej verjetnosti obzidano že v 12. stoletju, sedanje ohranjeno obzidje pa je bilo postavljeno konec 13. stoletja.
Breže pa niso bile le gospodarsko, ampak tudi versko središče. Tako so si salzburški nadškofje dali zgraditi v Brežah bivališče in tukaj opravljali mnoge verske naloge. Konec 13. stoletja so mesto zaradi spopadov salzburških nadškofov s Habsburžani in Češko v nekaj desetletjih trikrat izropali in uničili zaradi požigov. 20. marca 1292 je bil zatrt upor proti cesarju Albrehtu I., ko je v mesto vdrla Albrehtova vojska in ga zažgala.
Cerkev nemškega viteškega reda (svetega Blaža) s konca 13. stoletja je bila postavljena zunaj mestnega obzidja in bila do danes večkrat prezidana. Pri delih leta 1946 so odkrili freske iz 12. in 13. stoletja.
Mesto je ostalo do leta 1803 v lasti salzburške nadškofije, vendar je izgubilo svoj pomen in v srednjem veku ni bilo več gospodarskega in kulturnega razcveta.
Odkar so bile Breže leta 1850 ustanovljene kot občina, so bile po obsegu večkrat spremenjene. Od prvotnega občinskega območja katastrskih občin Töschelsdorf (1873) in Zeltschach (1890) in Michelsdorf (1892) so občinske reforme leta 1973 do tedaj neodvisne lokalne vaške skupnosti St. Salvator, Zeltschach in Michelsdorf združile in so leta 1992 ponovno postale samostojne.
Leta 1881 je bilo v Brežah ustanovljeno Olepševalno društvo, katerega cilj je bil »urediti uničene ruševine in več ostankov v turistične namene«. Ob Bahnhofstrasse (Železniška ulica) je bil zgrajen pločnik, ob katerem so po vsem mestu našli rimske in judovske kamne, uredili so park s klopmi, mizami, na glavnem trgu in v bližini ruševin so postavili informacijske table. V zgodnjih 1890-ih je bil zgrajen bazen, leta 1900 so poskrbeli še za druge športne dejavnosti, zgradili teniška igrišča in prirejali kolesarske izlete.  To dokazuje, da so bili pomembni temelji turistične infrastrukture v Brežah urejeni že zelo zgodaj.
Koroška regionalna razstava leta 2001 pod geslom Srednjeveška prizorišča je bila osrednja tema, ki naj bi spodbudila turizem. Maja 2009 je bilo odprto gradbišče na gradu na hribu južno od mesta po zgledu gradu Guédelon v Franciji. Ta projekt naj bi pokazal, kako je bil grad zgrajen s srednjeveškimi delovnimi metodami. Leta 2011 se je organizacija projekta temeljito spremenila, stolp so statično utrdili in nadaljevali z bolj turističnim poudarkom.

## Gospodarstvo in infrastruktura
Občina Breže ima mala in srednje velika podjetja, kovinskopredelovalno in tekstilno industrijo. Za širše območje je značilna množica majhnih, v turizem usmerjenih podjetij.
Friesacher strasse (B 317) teče od severa proti jugu skozi okraj in povezuje Breže s kraji na jugu in štajerskem severu z dolino Mure ter 45 km oddaljenim deželnim središčem Celovec. Druge ceste so lokalne.

## Kultura in znamenitosti
Od leta 1950 so med poletnimi prireditvami znane igre na grajskem dvorišču (Friesacher Burghofspiele). 
Petersberg je mestni muzej.
Pomembnejše stavbe:
- grad Petersberg z 28 m visokim stolpom
- utrdba
- grad Geiersberg
- knežji dvorec z zgodovinsko kaščo
- župnijska cerkev svetega Jerneja
- nemška samostanska cerkev (Deutschordenskirche)
- dominikanska cerkev in samostan
- mestni vodnjak
- ruševine cerkve Virgilienberg
- cerkev Heiligblut
- podružnična cerkev svetega Petra

## Pomembne osebe
- Karl Breški († 1260), nadškof v Šentandražu v Labotski dolini (Mariborska nadškofija)
- Almerich Grafendorfer (* okoli 1251; † 1267), nadškof v Šentandražu v Labotski dolini
- Gerold Breški († 1333), škof v Krki
- Sigmund Bleibtreu, (1819–1894), igralec
- Hubert Hauser (1856–1913), trgovec, ustanovitelj društva za izboljšanje mesta
- Josef Bucher (* 1965), politik
- Robert Stadlober (* 1982), igralec, glasbenik in pevec